# Camptotypus perforans
Camptotypus perforans là một loài tò vò trong họ Ichneumonidae.